# Мокрсько
Мокрсько (пол. Mokrsko) — село в Польщі, у гміні Мокрсько Велюнського повіту Лодзинського воєводства.
Населення — 1571 особа (2011).
У 1975-1998 роках село належало до Серадзького воєводства.

## Демографія
Демографічна структура станом на 31 березня 2011 року:
|          | Загалом | Допрацездатний вік | Працездатний вік | Постпрацездатний вік |
| -------- | ------- | ------------------ | ---------------- | -------------------- |
| Чоловіки | 763     | 165                | 534              | 64                   |
| Жінки    | 808     | 169                | 464              | 175                  |
| Разом    | 1571    | 334                | 998              | 239                  |